# Zulu Sofola
Zulu Sofola, née en juin 1935, morte le 5 septembre 1995, est la première femme auteure et dramaturge nigériane, une des premières à avoir été  publiée. Elle a été aussi professeur d'université, première femme professeur d'art théâtral en Afrique.

## Biographie
Elle s'appelle à la naissance Nwazuluwa (qui sera abrégé en zulu) Onuekwuke  et est née le 22 juin 1935 dans l'État de Bendel de parents d'origine Igbo, issus de Issele-Uku dans l'État du Delta. Adolescente, elle rejoint les États-Unis. Elle étudie au Séminaire théologique baptiste du Sud (affilié à la Convention baptiste du Sud), puis prolonge par des études en anglais à la Virginia Union University et en art dramatique en 1965 à l'Université Catholique d'Amérique. Elle retourne au Nigeria, en 1966, et devient chargée de cours au Département des Arts de la scène à l'Université d'Ibadan, Oyo State, où elle obtient un Doctorat.
Elle enseigne également le théâtre à l'Université d'Ilorin, dans l'État de Kwara, où elle est nommée à la tête du département des Arts du spectacle. Sofola est une chanteuse, une danseuse, ainsi qu'une prolifique dramaturge. Elle écrit et met en scène des pièces de théâtre pour la scène et la télévision. Ses œuvres vont de la tragédie à la comédie, et s'inscrivent dans un cadre africain à la fois traditionnel et moderne. Elle utilise sa connaissance intime de la culture orale Igbo et Yoruba, incorporant dans ses œuvres des éléments de magie, de mythe et de rituel, pour examiner les conflits entre  tradition et  modernisme, et évoquer également la persistance de la suprématie masculine. Elle incarne une première génération de femmes nigérianes  publiées comme dramaturge,.
Ses pièces les plus jouées sont Wedlock of the Gods créée en 1972, et The Sweet Trap créée en 1977 . Elle meurt le 5 septembre 1995 à l'âge de 60 ans.

## Œuvres (sélection)
- The Deer Hunter and The Hunter's Pearl (1969), Londres : Evans Brothers.
- The Disturbed Peace of Christmas (1971), Ibadan : Daystar Press.
- Wedlock of the Gods (1972), Ibadan : Evans.
- The Operators, Ibadan : Ibadan University, 1973.
- King Emene: Tragedy of a Rebellion (1974), Heinemann Educational Books.  (ISBN 0-435-92860-0)0-435-92860-0
- The Wizard of Law (1975), Evans Bros.  (ISBN 0-237-49951-7)0-237-49951-7
- The Sweet Trap (1977); Ibadan: Oxford University Press.  (ISBN 0-19-575386-0)0-19-575386-0
- Old Wines Are Tasty (1981), Ibadan: Oxford University Press.  (ISBN 978-154-499-6)978-154-499-6
- Memories in the Moonlight (1986), Ibadan: Evans Brothers.
- Queen Omu-ako of Oligbo, Buffalo: Paul Robeson Theatre, 1989.
- Eclipso and the Fantasia, Illorin, Nigeria: 1990.
- The Showers, Illorin, Nigeria: 1991.
- Song of a Maiden: A Play, Illorin, Nigeria: Heinemann, 1992.
- Lost Dreams and Other Plays, Ibadan: Heinemann, 1992.